# Tsangpa
Pour les articles homonymes, voir Tsang.
Tsangpa (tibétain : བདེ་སྲིད་གཙང་པ་, Wylie : sDe Srid gTsang Pa, THL : Dési Tsangpa, litt. :école du Tsang) est une dynastie qui a dominé le Tsang de 1565 à 1642, son pouvoir s'est étendu à l'Ü les dernières décennies, formant ainsi l'Ü-Tsang (ou Tibet central). Elle fut fondée par Karma Tseten, un successeur du prince de la dynastie Rinpungpa et gouverneur de Samdrubtsé (Shigatsé du XVIIe siècle) dans le Tsang (partie occidentale de l'Ü-Tsang, ou Tibet central) depuis 1548.

## Histoire
Durant le XVIe siècle, le Tibet a été fragmenté par des factions rivales, divisées sur des lignes religieuses mais aussi dynastiques. L’ancienne dynastie Phagmodrupa a perdu tout semblant de pouvoir après 1564, et son rival, Rinpungpa, était aussi incapable d'atteindre l'unité. Parmi les écoles religieuses, l’école karma kagyu a concouru contre les gelugpa, école dont sont issus les dalaï-lamas. Selon la tradition, Karma Tseten a obtenu une troupe de cavaliers en modifiant un document distribué par son maître, le seigneur de Rinpungpa. Il a mené une rébellion, en 1557, et a réussi à supplanter les Rinpungpa en 1565.
Dénommé Depa Tsangpa ou Tsang Desi (desi signifiant différents termes de gouvernance,), il est devenu le roi du Tsang supérieur et s’est allié au 5e Karmapa, ainsi qu'à Shamar Rinpoché (Shamarpa) (bonnets rouges) et au hiérarque de l’école Karma Kagyu, Könchog Yenlag.
Les rois du Tsang, font souvent des incursions dans le Ü, où ils harassent la population. La secte des bonnets jaunes (Gélougpa), se bat pour le pouvoir et la suprématie sur l'ensemble du Tibet. Par opposition, le chef du Tsang donne davantage de pouvoir à la secte Shwa-mar (bonnets rouges).
En 1564, Tshe-wang Dorje, réprésentant en chef de la maison, avec son fils, Padma-Karpo, tiennent le fort de Samdub-be (ou Samdrubtsé), ont obtenu le Nord du Tsang supérieur sous leur contrôle, se déclare lui-même « Tsang-toi Gyalpo, roi du Tsang supérieur ».
Karma Phuntsok Namgyal est partisan  de l'église Karmapa et opposé aux (bonnets jaunes), plus proches des Mongols.
En 1611, année de la souris d'eau, il soumet Gyal-Khar-tae (actuelle Gyang-tse) et Byang (extrémité nord de la province du Tsang), prenant ainsi le contrôle de tout le Tsang. Il est désormais connu sous le nom de Tsang Gyal (c'est-à-dire, roi du Tsang). C'est la première fois que les Karma marchent à la tête d'une armée victorieuse, et devient par la même seigneur temporel et spirituel.
Pendant l'année du dragon de métal (1609), la hiérarchie du Karma(pa) nomme Phuntshog Namgyal, son fils Karma Tankyong Wangpo, dirige l'armée du Tsang vers le Ü, mais voyant que les cavaliers mongols sont venus pour protéger l'église des bonnets jaunes, ils abandonnent par peur.
Vers 1630 à 1636, le desi du Tsang, Karma Tenkyong Wangpo, fils de Karma Phuntsok Namgyal, s'empare de Lhassa (capitale de l'Ü).
Le 5e dalai-lama, Lobsang Gyatso, appelle la tribu Qoshot de Güshi Khan, lui-même dévot de l'école gelugpa, et qui s'était installé, en 1640 au bord du lac Qinghai (Kokonor en mongol) et avait également conquis le Tsaïdam, tous deux dans l'actuelle province du Qinghai. Pour la défense de l'église jaune, il forme une ligue sainte à laquelle adhèrent tous les autres princes kalmouks : ses neveux, Outchirtou-setchen et Ablaï-taidji, qui règnent sur le Zaïssan-nor et au Sémipalatinsk, Ba’atour khong-taidji, chef des Tchoros, qui règne sur l’Ouroungou, l’Irtych noir et l’Imil, au Tarbagataï, ainsi qu'Khou Ourlouk, chef des Torghout, alors en train de conquérir les steppes au nord de l’Aral et de la Caspienne. Seul Güshi Khan, accompagné de son frère, Koundeloung Oubacha, se charge de cette guerre sainte.
Sonam Chöphel, appelé plus tard Zhalngo, est le trésorier du palais de Ganden Phodrang et l'artisan du pouvoir politique des Gélougpa. Il va chercher les Dzungar de Mongolie occidentale, et leur inspire une stratégie militaire, visant à s'attaquer aux Mongols ayant sympathisé avec le roi du Tsang, puis aux Tibétains orientaux du Kham, partisans du roi, et enfin le roi lui-même.
Vers 1642, il est défait, au fort de Shimbatsé (centre urbain de l'actuelle Ville-préfecture de Shigatsé et capitale du Tsang). Tardongpa dirigeant les troupes mongoles qoshots de Gushi Khan, partisan du palais de Ganden Phodrang (siège du dalaï-lama), envahit la plaine, le roi Karma Tenkyong Wangpo et les forces royales se réfugient dans la forteresse. Lobsang Gyatso, 5e dalaï-lama, déclare alors ne plus vouloir être sous le pouvoir du roi de Tsang, mais uniquement sous celui des Qoshots. Les troupes mongoles sortent vainqueurs du siège à la fin de l'année 1642.
Güshi Khan place Lobsang Gyatso au pouvoir religieux. Celui-ci en retour se place sous la protection de la tribu des Qoshots, lesquels  deviennent alors maîtres de l'ensemble du Tibet,.
Güshi Khan donne l'ordre d'exécuter Karma Tenkyong avec ses ministres, Dronyer Bongong et Gangzukpa. L'ancien dirigeant subit la peine capitale dite ko-thumgyab-pa, qui est réservée aux gens de la haute société au Tibet. Il est mis dans un sac en peau de bœuf et jeté dans la rivière Tsangpo près de Neu.

## Liste des dirigeants
- Karma Tseten (1565 – 1599)
- Khunpang Lhawang Dorje (c. 1582 – 1605/1606, fils), Karma Tseten Dorje (1565 — 1599) et Karma Thutob Namgyal (c. 1586 – 1610, frère)
- Karma Tensung (1599 – 1611, frère)
- Karma Phuntsok Namgyal (1611 – 1620, fils de Karma Thutob Namgyal)
- Karma Tenkyong Wangpo (1620 – 1642, fils)